# 貢佩內克山
47°23′50″N 14°0′53″E / 47.39722°N 14.01472°E

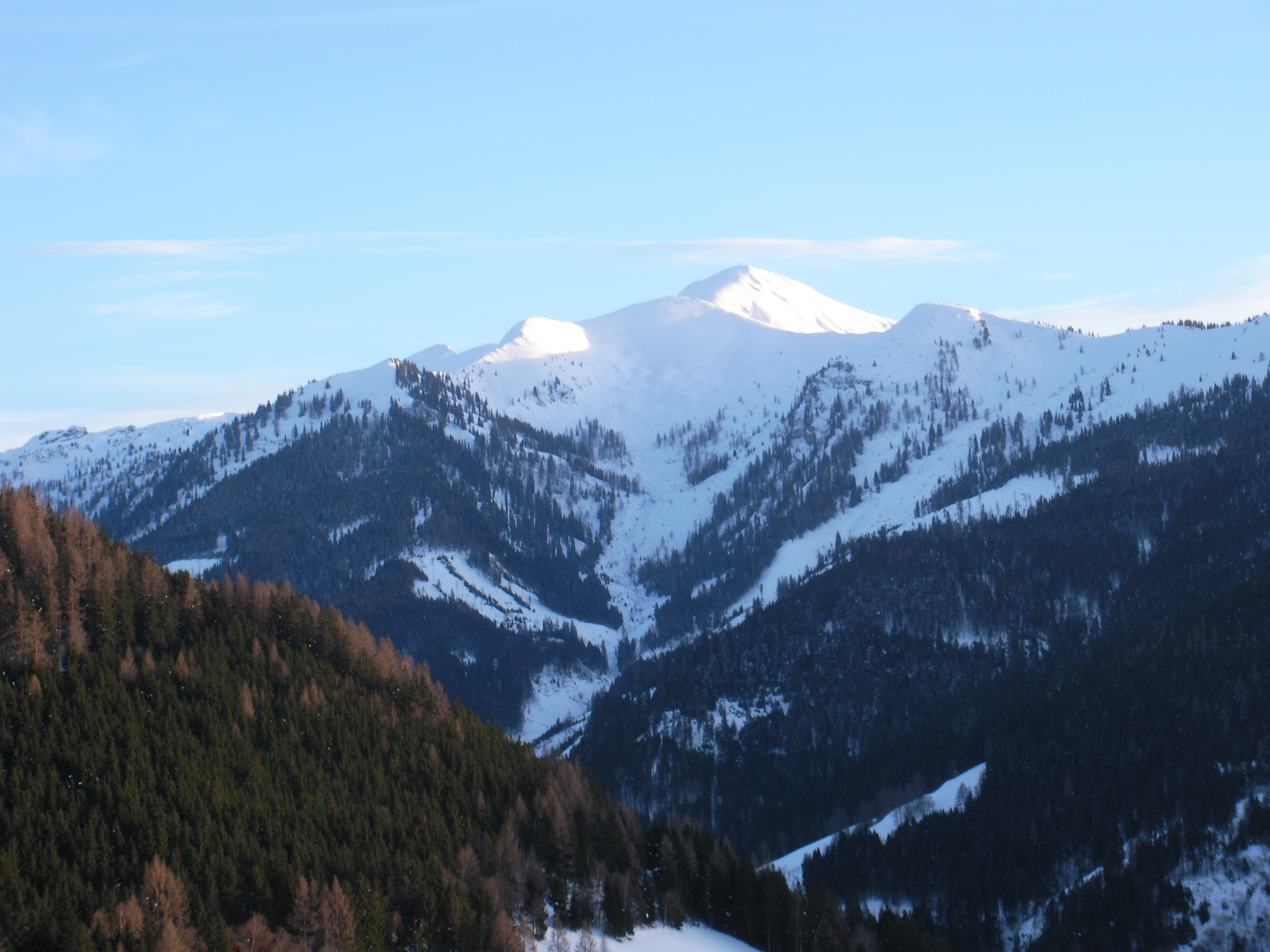

貢佩內克山（德語：Gumpeneck），是奧地利的山峰，位於該國東南部，由施泰爾馬克州負責管轄，屬於羅滕曼及韋爾茨陶恩山脈的一部分，距離大克納爾斯泰因山8公里，海拔高度2,226米，每年平均降雨量1,759毫米。